# Clasificación C Vol. 1
Clasificación C, Vol. 1 es el nombre del segundo álbum de estudio del rapero mexicano C-Kan. El álbum fue lanzado el 22 de julio de 2014 por Mastered Trax Latino. Este trabajo es el primer álbum de estudio del rapero en posicionarse en la lista de los Billboard.

## Lista de canciones
| N.º | Título                                                               | Productor(es)         | Duración |  |
| 1.  | «La calle sabe de mi nombre»                                         | DJ Maxo               | 3:42     |  |
| 2.  | «Vivo la vida cantando»                                              | DJ Maxo               | 3:50     |  |
| 3.  | «Cúlpame a mi»                                                       |                       | 3:07     |  |
| 4.  | «Justicia» (feat. Arianna Puello)                                    |                       | 4:25     |  |
| 5.  | «Ayer, hoy & mañana»                                                 | DJ Maxo               | 3:08     |  |
| 6.  | «Latinos unidos» (feat. Lil Rob)                                     |                       | 3:20     |  |
| 7.  | «Eres para mi» (feat. Sporty Loco, T López)                          |                       | 3:30     |  |
| 8.  | «Cuando el amor se acaba» (feat. Prince el armamento)                |                       | 3:52     |  |
| 9.  | «Quiero que sepas» (feat. MC Magic)                                  |                       | 3:38     |  |
| 10. | «Entre las piernas» (feat. Big Tank Boss, Young Quicks, Big Swiisha) |                       | 3:45     |  |
| 11. | «Viajando en una nube» (feat. Pipo Ti)                               | DJ Maxo               | 4:10     |  |
| 12. | «Nos tienen miedo» (feat. Sanguinario la pesadilla del género)       |                       | 3:47     |  |
| 13. | «Tirando esquina» (feat. Kinto Sol, SM1)                             |                       | 4:26     |  |
| 14. | «Los que nadie quiere» (feat. Zimple)                                | DJ Maxo               | 3:20     |  |
| 15. | «Un par de balas»                                                    | DJ Maxo, Maestro Álex | 3:48     |  |

## Posiciones en listas
| Lista                      | Posición |
| -------------------------- | -------- |
| Estados Unidos (Billboard) | 42       |